# Mogrus fulvovittatus
Mogrus fulvovittatus är en spindelart som beskrevs av Simon 1882. Mogrus fulvovittatus ingår i släktet Mogrus och familjen hoppspindlar. Inga underarter finns listade i Catalogue of Life.